# Robert W. Cox
Robert W. Cox (* 18. September 1926 in Montreal; † 9. Oktober 2018) war ein Politikwissenschaftler aus Kanada. Er begründete gemeinsam mit Stephen Gill den Neogramscianismus und machte damit die Theorien Antonio Gramscis für die politikwissenschaftliche Teildisziplin der Internationalen Beziehungen fruchtbar.

## Leben
Cox war als Student Mitarbeiter der Internationalen Arbeitsorganisation (ILO), deren Sitz während des Zweiten Weltkrieges von Genf nach Montreal verlegt worden war. In Montreal legte er 1946 das Bachelor-Examen und 1948 das Master-Examen im Fach Geschichte an der McGill University ab. Direkt danach wurde er durch seine Forschungen auf dem Gebiet Arbeit wieder für die ILO tätig. Die ILO war wieder nach Genf zurückgekehrt, wo er zuletzt als Direktor des ILO-angehörigen Internationalen Instituts für Arbeitsfragen arbeitete. In Genf lehrte Cox zudem ab 1964 als Professor an der Graduate School of International Studies. Nach Meinungsverschiedenheiten über die Entscheidungsfindung in internationalen Organisationen, zu der er eine Publikation vorbereitet hatte verließ er die ILO und Genf. Von 1972 bis 1977 lehrte er als Professor an der Columbia University in New York City, von 1977 bis zu seiner Emeritierung 1992 dann an der York University in Toronto.
2016 wurde Cox zum Mitglied des Order of Canada ernannt.

## Schriften (Auswahl)
als Autor
- Approaches to world order. CUP, Cambridge 1999, ISBN 0-521-466512 (zusammen mit Timothy  J. Sinclair).
- Production, Power, and World Order. Social forces in the making of history. University Press, New York 1987, ISBN 0-231-05808-X (Power and Production; 1).
- Labor and Hegemony. In: International Organization. Band 31 (1977), Heft 3, S. 187–223.
- Labor and transnational relations. In: International Organization, Bd. 25 (1971), Heft 3.
- Aproaches to a futurology of industrial relations. In: International Institute for Labour Studies, Bulletin 1971 No. 8, 139–164.
- The political economy of a plural world. Critical reflections on power, morals and civilization. Routledge, London 2002, ISBN 0-415-25290-3 (zusammen mit Michael G. Schechter).
- Weltordnung und Hegemonie. Grundlagen der „Internationalen Ökonomie“. FEG, Marburg 1998, ISBN 3-8185-0272-2.

als Herausgeber
- The new realism. Perspectives on multilateralism and world order. UN Press, Tokio 1997, ISBN 0-312-16234-0.